# Thomas Ekollo
Thomas Ekollo, né le 4 janvier 1920 à Bonabéri (Douala) et mort en 1996, est un pasteur camerounais. Il est l'une des figures marquantes du protestantisme camerounais.

## Biographie
Son père, Joseph Ekollo, est l’un des premiers pasteurs de l’Église évangélique du Cameroun, et l’un des premiers traducteurs de la Bible en douala.
Après une enfance au bord du fleuve Wouri, il obtient en 1947 une bourse d'études supérieures en France, où il passe neuf ans. Il étudie la théologie à la Faculté de théologie protestante de Strasbourg, et la philosophie et la psychologie à la Sorbonne.

### Carrière
Thomas Ekollo dirige le Collège Alfred Saker de Douala, puis devient secrétaire général de l’enseignement protestant pour les Églises baptistes et l’Église évangélique, et directeur de l’enseignement général et technique camerounais.
Thomas Ekollo se marie le 17 octobre 1953 lors de vacances d'été au Cameroun à Renée Dika. Ils logeront au foyer Gallia à Strasbourg pendant les années d'université. Leur logement devenant le centre de rencontre des étudiants africains.
En 1960, nommé à la direction des écoles du CEBEC, Thomas Ekollo parcours le Cameroun et se rend au-delà des terres Douala pour superviser le fonctionnement des établissements sous contrôle du CEBEC.

## Postérité
Dans les Archives de sciences sociales des religions il est écrit qu'« il restera l'une des figures marquantes du protestantisme camerounais de ces dernières décennies ».

## Publications
- « De l'importance de la culture pour l’assimilation du message chrétien en Afrique Noire », in Présence africaine, 1956/3, p. 179-189 (communication faite par Thomas Ekollo dans le cadre du premier Congrès des écrivains et artistes noirs)
- « Illustration du génie africain au sein de la communauté protestante africaine », in Colloque sur les religions, Paris, 1961
- Mémoires d’un pasteur camerounais (1920-1996), CLE, Yaoundé ; Karthala, Paris, 2003, 198 p. (autobiographie)[6]